# Club Deportivo Belchite 97
El Club Deportivo Belchite 97 es un club de fútbol español del municipio zaragozano de Belchite, en Aragón. Fue fundado en 1997, y actualmente compite en la Tercera Federación (Grupo XVII).

## Historia
Club fundado en 1997, en Belchite existieron antes de este conjuntos como la Sociedad Deportiva Belchite, activo al menos entre los setenta y los ochenta del siglo pasado, y el Club de Fútbol Regiones Devastadas de Belchite, fundado en la posguerra, concretamente en el año 1940, club que sin embargo no llegó a cumplir la década, desapareciendo en 1949, si bien compitió en las temporadas 46-47 y 47-48 en la Tercera División de España.
El Club Deportivo Belchite 97 debutó por primera vez en categoría nacional en la temporada 2015-16, desde la cual se mantiene en la Tercera División española.

## Estadio
Juega sus partidos como local en el campo municipal de fútbol de la localidad, llamado El Tejar.

## Uniforme
- Uniforme titular: Camiseta blanca, pantalón azul claro y medias blancas.
- Uniforme alternativo: Camiseta, pantalón y medias naranjas.

## Datos del club
- Temporadas en Tercera División / Tercera Federación: 6.

## Palmarés

### Campeonatos regionales
- Regional Preferente de Aragón (1): 2022-23 (Grupo 3).
- Primera Regional de Aragón (1): 2004-05 (Grupo 4).
- Subcampeón de la Regional Preferente de Aragón (1): 2014-15 (Grupo 2).
- Subcampeón de la Primera Regional de Aragón (1): 2007-08 (Grupo 4).